# Anoreksik
Anoreksici (engl. appetite suppressants) su lekovi za tretiranje gojaznosti. Gojaznost ili debljina je stanje prekomernog nakupljanja masnog tkiva u organizmu.

## Etiologija gojaznosti
Etiologija gojaznosti je složena i uključuje genetske faktore, životne navike, psihološke činioce, a nesumnjivo je da jednu od ključnih uloga ima loša prehrana. Masti predstavljaju znatan izvor kalorija koje se uskladištavaju u organizmu u obliku masnog tkiva , a tipičan sastav ljudske hrane sadrži više od 40% masti iako se preporučuje da udeo masti iznosi najviše 30%. Debljina nije problem koji se javlja iznenada, on se razvija tokom određenog razdoblja. Prema mišljenju Svetske zdravstvene organizacije gojaznost poprima epidemijske razmere i postaje vodeći problem javnog zdravstva. Zbog povećane tjelesne težine nastaju brojne kliničke komplikacije koje smanjuju kvalitet života, radnu sposobnost i životni vek obolelih. Direktni i indirektni troškovi lečenja gojaznosti predstavljaju velik teret za zdravstvo. Zbog modernog načina života u kojem nam na raspolaganju stoji mnogo hrane, a malo je potrebe za telesnim aktivnostima, više je ljudi nego ikad pre uhvaćeno u stanje preteranog povećanja telesne težine. Više od pola odraslih Evropljana ima prekomernu težinu. Gotovo jednom od pet njih zdravlje je u opasnosti. Stanje je puno gore u Sjedinjenim Američkim Državama, gde po nekim statistikama, 60% stanovništva ima prekomernu telesnu težinu.

## Spoljašnje veze
- [https://web.archive.org/web/20090321091818/http://healthlink.mcw.edu/article/933126929.html
- Anorectics на 